# چهارخانه، سیاه‌زن
چهارخانه، سیاه‌زن (به ترکی آذربایجانی: Çarxana) یک منطقهٔ مسکونی در جمهوری آذربایجان است که در شهرستان سیاه‌زن واقع شده‌است.